# Гарсія IV
Гарсія IV (порт. Garcia IV) або Нканґа (кон. Nkanga; 1670 — 31 березня 1752) — тридцять п'ятий маніконго центральноафриканського королівства Конго.
Від 1709 року мав титул маркіза Матарі. Після смерті Мануеля II зайняв трон відповідно до угоди про ротацію родин на королівському престолі.
Правив до 1752 року, після чого трон повернувся до представника родини Кімпанзу, Ніколау I.